# Reinhard Feldmann
Reinhard Feldmann (* 1. Januar 1954 in Freienohl) ist ein deutscher Bibliothekar mit dem fachlichen Schwerpunkt der Erhaltung historischer Buchbestände.

## Leben
Nach dem Studium der Geschichte, Politikwissenschaften und der Provinzialrömischen Archäologie in Konstanz und Budapest folgte 1983 bis 1985 das Referendariat an der Herzog August Bibliothek in Wolfenbüttel. Zwischen 1985 und 1990 war er an der Universitäts- und Stadtbibliothek Köln Bearbeiter des Handbuchs der historischen Buchbestände. Im Jahr 1990 war Feldmann an der Hochschule der Künste Berlin tätig. Im selben Jahr begann er seine Tätigkeit an der Universitäts- und Landesbibliothek Münster. Später hatte er zusätzlich einen Lehrauftrag an der Fachhochschule Köln. Er war Leiter des Dezernats Historische Bestände der Universitätsbibliothek Münster und zuletzt Landesbeauftragter für die Bestandserhaltung in Nordrhein-Westfalen. Im Jahr 2010 wurde Feldmann zum ordentlichen Mitglied der Historischen Kommission für Westfalen gewählt. Er war  Mitglied der Arbeitsgemeinschaft Handschriften und Alte Drucke im Deutschen Bibliotheksverband (DBV). Auch gehörte er dem wissenschaftlichen Beirat der Gesellschaft zur Sicherung von schriftlichem Kulturgut, einem mittelständischen Unternehmen für Massenkonservierung und Massenspeicherung an. Im September 2019 trat Feldmann in den Ruhestand.

## Bestandserhaltung
Im Rahmen der Bemühungen um Bestandserhaltung war er jahrelang in der Kommission für Bestandserhaltung des Deutschen Bibliotheksinstituts auch als Vorsitzender tätig. Er ist Initiator des Forum Bestandserhaltung (das Informationsangebot wurde zum 31. Dezember 2017 abgestellt). Nach der Auflösung des Deutschen Bibliotheksinstituts gehörte er bis Ende 2018 der entsprechenden Arbeitsgruppe im Deutschen Bibliotheksverband als Gast an.

## Veröffentlichungen (Auswahl)
- mit Hans Mühl: 175 Jahre Regierungsbezirk Arnsberg, Streiflichter aus der Geschichte, 1991, Arnsberg
- Handbuch der historischen Buchbestände in Deutschland. Bd. 4. Nordrhein-Westfalen K–Z. Olms-Weidmann, Hildesheim 1993, ISBN 3-487-09577-7
- mit Christoph Bartels, Klemens Oekentorp: Geologie und Bergbau im rheinisch-westfälischen Raum, Universitäts- und Landesbibliothek, Münster, 1994, ISBN 3-9801781-5-3
- Illustrierte Kräuter- und Pflanzenbücher der Frühen Neuzeit, Universitäts- und Landesbibliothek, Münster, 1994
- mit Klaus Schultze: Wie finde ich Literatur zur Geschichte, Berlin-Verlag Spitz, Berlin, 1995, ISBN 3-87061-513-3
- [Hrsg.]:  Blüten und Blätter. Illustrierte Kräuter- und Pflanzenbücher aus fünf Jahrhunderten, Münster, 1996, ISBN 3-9801781-9-6
- Bestandserhaltungsmaßnahmen in Pflichtexemplarbibliotheken, Münster, 1998
- [Hrsg.]: Bibliophile Kostbarkeiten aus westfälischen Bibliotheken, 2008, ISBN 978-3-941100-45-9
- mit Angelika Pabel: „War doch solcher Luxus in Büchereinbänden in Bayreuth bisher noch nicht getrieben worden“. Richard Wagners Bibliotheken: ein Einstieg. In: Einbandforschung, 26 (2010), S. 51–58.
- Der Lutherdruck "Disputatio pro declaratione virtutis indulgentiarum" (Basel 1517) in der Universitäts- und Landesbibliothek Münster. In: Martin Luther: "Aus Liebe zur Wahrheit ..." Die 95 Thesen. Faksimile der Originalausgabe und Übersetzung ins Deutsche, mit Beiträgen von Reinhard Feldmann und Klaus-Rüdiger Mai, herausgegeben von Thomas A. Seidel im Auftrag der Internationalen Martin Luther Stiftung. Westhafen Verlag, Frankfurt am Main 2017, ISBN 978-3-942836-13-5, S. 56–64.